# Pavetta lasioclada
Pavetta lasioclada là một loài thực vật thuộc họ Rubiaceae. Loài này có ở Cameroon, Bờ Biển Ngà, Ghana, Guinea, Mali, Sierra Leone, và Togo. Chúng hiện đang bị đe dọa vì mất môi trường sống.